# Eine Frau zuviel
Eine Frau zuviel ist eine US-amerikanische Filmkomödie aus dem Jahr 1948 von Lewis Milestone mit Dana Andrews, Lilli Palmer und Louis Jourdan in den Hauptrollen. Der Film wurde von Metro-Goldwyn-Mayer in Zusammenarbeit mit Enterprise Productions und Niagara Enterprises produziert.

## Handlung
Der New Yorker Kinderarzt und Psychologe Dr. Perry Aswell ist ein Ordnungsfanatiker. Während er sich bei einem Hausbesuch bei den Faradays um den renitenten Bertram kümmern muss, lernt er den Nachbarn der Faradays kennen, den Künstler Octavio Quaglini. Octavios grüblerisches und unkonventionelles Verhalten bringt Perry dazu, ihn maßlos und kindisch zu nennen. Octavio weist dies zurück und versucht, ihm seine Kunst zu erklären. Perrys Ratschlag, sich mit realen Menschen zu treffen, sieht er als Einladung an, Perrys Patienten zu beobachten und zu porträtieren.
In der Folge steht Octavio in einem Arztkittel mit einem Zeichenblock in der Ecke von Perrys Praxis und beobachtet den Arzt bei den Patientengesprächen und Treffen mit anderen Ärzten. Über der Praxis befindet sich Perrys Wohnung, in der dessen Frau April ihre Zeit verbringt. Neugierig geht Octavio nach oben und lernt April kennen. Schon bald haben sich die beiden angefreundet. April fühlt sich zu Octavios künstlerischer Ader hingezogen und bekommt bei der Vorbereitung eines Hummers für das Abendessen Zweifel an ihrer Liebe zu ihrem altmodischen Ehemann. Nach kurzer Zeit erzählt Octavio Perry, dass er das Gefühl habe, dass die Ehe eine Tragödie sei und Perry seine Frau unterdrücke. Er hingegen liebe April und würde sie gerne malen. Perry verweigert die Erlaubnis und schlägt Octavio nieder.
April findet, dass Octavio recht habe in Bezug auf ihre Ehe. Sie entscheidet sich, ihre Routine und ihr Verhalten zu ändern. Perry hat mittlerweile von Octavios nervender Anwesenheit genug und verweist ihn des Hauses. Eines Tages, während Octavio April in seinem Appartement malt, küsst Perry seine Assistentin Miss Darlington, um zu prüfen, ob die Gerüchte, dass sie ihn liebe, wahr sind. Von ihren Gefühlen übermannt bricht sie in Perrys Armen zusammen. Um die Unverletzlichkeit seines Heimes zu bewahren, entschließt dich Perry, Octavio zu töten. Da er vor dem Gefängnis Angst hat, will er nicht impulsiv handeln. Dennoch sucht er Octavios Appartement auf und tritt in dem Moment ein, als der Künstler seine Frau küsst. Es kommt zu einem Streit, bis April und Perry sehen, dass Octavio April mit einem Kind gezeichnet hat. Dem Ehepaar wird klar, dass ein Kind genau das ist, was die Leere ihrer Ehe ausfüllen kann. Octavio erzählt den Aswells, dass sein Liebesleiden ihn zu einem besseren Menschen gemacht habe.

## Produktion

### Hintergrund
Gedreht wurde der Film von Ende März bis Mitte Mai 1948.

### Stab
Edward G. Boyle war für das Szenenbild zuständig. John F. Warren arbeitete als Kameratechniker, Don Weis als Dialogregisseur. Als Regieassistenten fungierten Robert Aldrich und Nate Watt.

### Besetzung
In kleinen nicht im Abspann erwähnten Nebenrollen traten Beau Bridges in seinem Filmdebüt als Bertram, Ann Doran als Mrs. Faraday, Jean Fenwick und Roy Roberts auf.

## Veröffentlichung
Die Premiere des Films fand am 12. November 1948 statt. In der Bundesrepublik Deutschland wurde er am 9. März 1991 im deutschen Fernsehen ausgestrahlt.

## Kritiken
Das Lexikon des internationalen Films schrieb: „Mit bisweilen bis zur Karikatur überzogenem Humor inszenierte leichtgewichtige Komödie auf der Basis psychoanalytischer Gedankenspiele; solide gespielt, aber nicht sehr tiefschürfend.“ Zur Beachtung: Im Lexikon wird über den Film fälschlicherweise unter dem Titel Ein Mann zuviel (1948) geschrieben.
Bosley Crowther von der The New York Times zeigte sich begeistert. Der Film liefere eine Portion frivoler Manipulation, der selten auf der Leinwand sei. Der Film sei originell, Milestone sehr clever, die drei Hauptakteure gut, das Szenenbild hübsch, die Musik schelmisch.
Der Kritiker des TV Guide sah einen Film mit einigen netten Momenten ausgeklügelten Humors. Die Produktion im Gesamten werde jedoch durch die intellektuellen Ambitionen gebremst. Die Darsteller seien gut. Letztendlich sei der Film passabel und humorvoll, jedoch nicht die kultivierte Komödie, die er zu sein vorgebe.